# KEF (企業)
KEF（ケーイーエフ）は、1961年にBBCの電気技術者だったレイモンド・クックによって設立された、ロンドン南東のケント州に本社を構えるスピーカーメーカーである。社名の由来は、ケント州の州都・メイドストーンにあった、ケント・エンジニアリング＆ファウンドリー（Kent Engineering & Foundry）という金属・鋳物工業の構内に、KEF最初の工場が設立されたことに由来する。KEFが「ケフ」と呼称されることも多い。
ほとんどガレージメーカーのような工場からのスタートだったにもかかわらず、レイモンド・クックの卓越した技術によって設計されたスピーカーは、第1号機の「K1」から再現性とユニークな発想が高い評価を得る。1966年よりBBCとの協力関係が再形成され、共同開発によるLS3/5aなどのスピーカーを生み出す。
現行機種の大部分に採用されているUniQドライバーは、ウーハーの音響芯にツイーターを埋め込んだ同軸構造をしており、2ウェイにもかかわらず、あたかも1点から音が出てきているかのような位相特性を持つとされ、多数の国で特許を取得している。UniQ搭載システムは、帯域バランスと定位の良さから、世界に多数の愛用者を獲得している。
2007年には、日本円で1995万円（ペア）という途方もない価格のスピーカーシステム、MUON（ミューオン）を限定100セット受注生産で発売し、オーディオファンを中心に大きな話題を呼んだ。また、2009年にはカーボン製キャビネットや対向結合ウーハーを採用した試作モデル「Concept BLADE」を公開し、将来製品への新技術の反映が期待される。

## 主なモデル
- Muon
- Blade
- The Reference
- Rシリーズ
- Qシリーズ
- Tシリーズ